# Kamień na kamieniu
Kamień na kamieniu – powieść obyczajowa Wiesława Myśliwskiego wydana w 1984 w Warszawie przez Państwowy Instytut Wydawniczy. Uważana za jedno z najważniejszych dzieł nurtu wiejskiego polskiej literatury powojennej.

## Zarys treści
Powieść jest obszerną sagą wiejskiego życia oraz ludowego spojrzenia na świat. Głównym bohaterem jest Szymon Pietruszka, jeden z czterech synów ubogiej chłopskiej rodziny. Książka ukazuje jego burzliwe losy, które stają się odzwierciedleniem losów i doświadczeń polskiej wsi w pierwszej połowie dwudziestego wieku. Pietruszka, snując swoją opowieść, ukazuje doświadczenia, jakie były jego udziałem. Przeżył okupację hitlerowską, partyzantkę, wreszcie przemiany powojenne. Oprócz pracy na roli imał się też wielu innych zawodów, był między innymi urzędnikiem i milicjantem. Pod wpływem tych doświadczeń stał się filozofem i wnikliwym obserwatorem tego, jak życie i świat zmieniają się z upływem lat. Jak z dostatku można dojść do biedy, ale też jak odbić się od dna i stać się kimś ważnym (co nie jest równoznaczne z wartościowym).